# Det (casa discografica)
La Det, acronimo di Discografica Editrice Tirrena, è stata una casa discografica italiana, attiva nella seconda metà degli anni sessanta.

## Storia
La Det è stata creata nel 1966 dalla famiglia Campi (oggi Editoriale Campi), fondatrice e proprietaria del settimanale TV Sorrisi e Canzoni, che, dopo aver fondato la CAM, etichetta specializzata nelle colonne sonore, aveva deciso di ampliare la propria presenza discografica nella musica leggera, dando vita alla Det e alla Tank.
La sede fu stabilita a Roma, in via Virgilio 8, nello stesso palazzo sede di "TV Sorrisi e Canzoni". Per qualche tempo fu anche attiva una filiale a Milano, in via Tertulliano 41; il direttore artistico era Luigi Campi.
Tra gli artisti che incisero per la Det sono da ricordare Peppino Gagliardi e Catherine Spaak; inoltre distribuì  attraverso la CA.DI. (Campi Distributrice) etichette minori come l'Amico di Don Backy e la Mama Records di Herbert Pagani. Per un certo periodo attraverso la trasmissione Schermo Musicale trasmise settimanalmente su Radio Rai le sue novità discografiche.
Tra le sue pubblicazioni la Det ha spesso privilegiato le colonne sonore.

## Dischi
La datazione qui riportata si basa sull'etichetta del disco o sulla copertina; qualora nessuno di questi elementi abbia una datazione, è basata sulla numerazione del catalogo; talora è, infine, basata sul codice della matrice di stampa. Se esistenti, sono riportati, oltre all'anno, il mese e il giorno (quest'ultimo dato si trova, a volte, stampato sul vinile).

### 33 giri - Serie SDG
| Numero di catalogo | Anno | Interprete                          | Titoli                                   |
| ------------------ | ---- | ----------------------------------- | ---------------------------------------- |
| SDG 1001           | 1967 | Len Mercer and his Magic Strings    | Music Sweet Music                        |
| SDG 1002           | 1967 | Gli Alleluia                        | Cantata dei giovani per la Vergine Maria |
| SDG 1003           | 1967 | Peter Boom & The Dodge City Rangers | Western Songs                            |
| SDG 1006           | 1968 | Len Mercer and his Magic Strings    | Love and Romance                         |
| SDG 1008           | 1969 | Carlo Loffredo                      | Musica + musica                          |

### 33 giri - Serie MDG
| Numero di catalogo | Anno | Interprete                                                                                      | Titoli                                 |
| ------------------ | ---- | ----------------------------------------------------------------------------------------------- | -------------------------------------- |
| MDG 2001           | 1967 | Gabriella Ferri, Matteo Salvatore, Adriana Doriani, Silvano Spadaccino, Duo di Piadena ed altri | Folkitalia                             |
| MDG 2003           | 1967 | Peppino Gagliardi                                                                               | Peppino Gagliardi                      |
| MDG 2005           | 1968 | Autori vari                                                                                     | The West: la musica western nel cinema |
| MDG 2006           | 1969 | Giovanni Fusco                                                                                  | La musica nel cinema (Volume 2)        |
| MDG 2012           | 1969 | Patrick Michael                                                                                 | For Lovers Good Night Sweet Heart      |
| MDG 2013           | 1969 | Carlo Rustichelli                                                                               | La musica nel cinema (Volume 6)        |
| MDG 2016           | 1970 | Esecutori vari                                                                                  | Music formula 1                        |

### 45 giri - Serie DTP
| Numero di catalogo | Anno    | Interprete            | Titoli                                                                     |  |
| ------------------ | ------- | --------------------- | -------------------------------------------------------------------------- |  |
| DTP 02             | 1966    | The Guitar Gang       | Rossana/Se è vero amore                                                    |  |
| DTP 03             | 1967    | Peppino Gagliardi     | I ragazzi del chiaro di luna/Chi l'ha detto che il mondo sta invecchiando? |  |
| DTP 04             | 1967    | Tina Forleo           | Firenze canta ancora/Ciao Firenze ciao                                     |  |
| DTP 05             | 1967    | Peppino Gagliardi     | Ricordati di me/Ogni sera                                                  |  |
| DTP 06             | 1967    | I Beati               | Secco, brutto, sporco/I giorni son lunghi                                  |  |
| DTP 07             | 1967    | Gianni Davoli         | Ciao divertiti/Come un bambino                                             |  |
| DTP 08             | 1967    | Cristiano Metz        | E la cosa si ripete/Il silenzio dell'amore                                 |  |
| DTP 10             | 1967    | Alberto Anelli        | Lei,lei,lei - Un colpo dritto al cuore                                     |  |
| DTP 11             | 1967    | Roberto Matano        | La storia del nostro amore/The Price of Gold                               |  |
| DTP 12             | 07-1967 | Peppino Gagliardi     | Ballata per un pistolero/Sei tu                                            |  |
| DTP 14             | 1967    | Don Lurio             | Dimmi un po'/Tipi titi pitita                                              |  |
| DTP 15             | 1967    | John Davil            | I've Lost You/Morning                                                      |  |
| DTP 16             | 1967    | Peppino Gagliardi     | Che vuole questa musica stasera/Se un giorno                               |  |
| DTP 17             | 1967    | Alberto Anelli        | Il successo/Un uomo senza pietà                                            |  |
| DTP 19             | 1968    | Peppino Gagliardi     | Tristezze/Mao mao                                                          |  |
| DTP 21             | 1968    | Maurizio Graf         | Uomo/Fermati dove sei                                                      |  |
| DTP 22             | 1968    | Peppino Gagliardi     | Che vale per me/Oggi                                                       |  |
| DTP 23             | 1968    | Giulia Petrarca       | Onze donze trinze/Era vero                                                 |  |
| DTP 24             | 1968    | Catherine Spaak       | Vilja/Tace il labbro                                                       |  |
| DTP 26             | 1968    | Alberto Anelli        | Acapulco/Toh! Guarda guarda                                                |  |
| DTP 30             | 1968    | Gianni Davoli         | Solo chi è solo/Sereno                                                     |  |
| DTP 31             | 1968    | The Charleston's Boys | Honey and Baby/Ignazio                                                     |  |
| DTP 32             | 1968    | Minnie Minoprio       | Helene/Cosa c'è di male se...                                              |  |
| DTP 33             | 1968    | Peppino Gagliardi     | Sott'e stelle/Dimme ca tuorne a mme                                        |  |
| DTP 35             | 1968    | Anna Moffo            | Un bacio/Dipenderà da te                                                   |  |
| DTP 36             | 1968    | Aline                 | Perché perché/Cosa sarà di me                                              |  |
| DTP 38             | 1968    | Peppino Gagliardi     | T'ho vista piangere/Amore mi manchi                                        |  |
| DTP 39             | 1968    | Alberto Anelli        | La valigia/Crederai                                                        |  |
| DTP 40             | 1968    | Gens                  | In fondo al viale/Laura (dei giorni andati)                                |  |
| DTP 41             | 1968    | Catherine Spaak       | Igor e Natacha/Un giorno                                                   |  |
| DTP 42             | 1969    | Peppino Gagliardi     | Il mio amore è.../Se dovessi perderti                                      |  |
| DTP 43             | 1969    | Alberto Anelli        | Ottovolante/Odio e amore                                                   |  |
| DTP 44             | 1969    | Ada Mori              | Prendimi con te/Sabbia\|                                                   |  |
| DTP 45             | 1969    | Gianni Davoli         | Il canotto/Suona                                                           |  |
| DTP 46             | 1969    | Sergio Centi          | Scuseme Roma/Non lo sapremo mai                                            |  |
| DTP 47             | 1969    | Gens                  | Insieme a lei/Vestita di bianco                                            |  |
| DTP 48             | 1969    | Salvatore Ruisi       | Luisa dove sei?/Ehi, maestro!                                              |  |
| DTP 49             | 1969    | Peppino Gagliardi     | Occhi di mare/Che vuole questa musica stasera                              |  |
| DTP 50             | 1969    | Florinda Bolkan       | Metti una sera a cena/Oggi te ne vai                                       |  |
| DTP 51             | 1969    | Catherine Spaak       | Oh!/Qualcosa sta cambiando                                                 |  |
| DTP 53             | 1970    | Gens                  | La Stagione Di Un Fiore/Fotomodella                                        |  |
| DTP 55             | 1970    | Ada Mori              | Domani sì/Questo pomeriggio                                                |  |
| DTP 56             | 1970    | Gens                  | Ancora e Sempre/Stamattina                                                 |  |
| DTP 58             | 1970    | Catherine Spaak       | Con quale amore, con quanto amore/I regali del passato                     |  |
| DTP 59             | 1970    | Piero Ciampi          | Tu no/Barbara non c'è                                                      |  |
| DTP 60             | 1970    | Sergio Centi          | Ballata dell'isola/Incontriamoci a Giannutri                               |  |

### 45 giri - Serie DIP
| Numero di catalogo | Anno | Interprete  | Titoli                                                     |
| ------------------ | ---- | ----------- | ---------------------------------------------------------- |
| DIP 001            | 1967 | Udo Jürgens | Che vuoi che sia/È tutto qui                               |
| DIP 005            | 1967 | The Peanuts | Theme from the Monkees/The World's Been Good To Me Tonight |
| DIP 006            | 1967 | George      | Stop/Believe In Me                                         |
| DIP 007            | 1967 | Clothilde   | Ora so cos'è/Qualcosa che non va?                          |